# Jasminanthes pilosa
Jasminanthes pilosa är en oleanderväxtart som först beskrevs av Kerr, och fick sitt nu gällande namn av W. D. Stevens och P. T. Li. Jasminanthes pilosa ingår i släktet Jasminanthes och familjen oleanderväxter. Inga underarter finns listade i Catalogue of Life.